# Francia ai Giochi della XXX Olimpiade
La Francia ha partecipato alle Giochi della XXX Olimpiade di Londra, svoltisi dal 27 luglio al 12 agosto 2012, con una delegazione di 332 atleti.

## Medagliere per discipline
| Sport                       | Oro | Argento | Bronzo | Totale |
| --------------------------- | --- | ------- | ------ | ------ |
| Nuoto                       | 4   | 2       | 1      | 7      |
| Judo                        | 2   | 0       | 5      | 7      |
| Canoa/Kayak                 | 2   | 0       | 0      | 2      |
| Ciclismo                    | 1   | 3       | 0      | 4      |
| Atletica Leggera            | 1   | 1       | 0      | 2      |
| Pallamano                   | 1   | 0       | 0      | 1      |
| Taekwondo                   | 0   | 1       | 1      | 2      |
| Tennis                      | 0   | 1       | 1      | 2      |
| Tiro ("a volo" + "a segno") | 0   | 1       | 1      | 2      |
| Canottaggio                 | 0   | 1       | 0      | 1      |
| Ginnastica                  | 0   | 0       | 1      | 1      |
| Lotta                       | 0   | 0       | 1      | 1      |
| Pallacanestro               | 0   | 1       | 0      | 1      |
| Vela                        | 0   | 0       | 1      | 1      |
| Totale                      | 11  | 11      | 12     | 34     |

## Medaglie d'oro
| Medaglia | Nome | Sport            | Evento                                |
| -------- | --- | ---------------- | ------------------------------------- |
| Oro      | Camille Muffat | Nuoto            | 400 m stile libero femminili          |
| Oro      | Amaury Leveaux Fabien Gilot Clément Lefert Yannick Agnel Alain Bernard | Nuoto            | Staffetta 4x100 stile libero maschile |
| Oro      | Yannick Agnel | Nuoto            | 200 m stile libero maschili           |
| Oro      | Florent Manaudou | Nuoto            | 50 m stile libero maschili            |
| Oro      | Tony Estanguet | Canoa            | Slalom C1 maschile                    |
| Oro      | Émilie Fer | Canoa            | Slalom K1 femminile                   |
| Oro      | Lucie Décosse | Judo             | 70 kg femminile                       |
| Oro      | Teddy Riner | Judo             | +100 kg maschile                      |
| Oro      | Renaud Lavillenie | Atletica leggera | Salto con l'asta maschile             |
| Oro      | Julie Bresset | Ciclismo         | Cross country femminile               |
| Oro      | Jérôme Fernandez Didier Dinart Xavier Barachet Guillaume Gille Bertrand Gille Daniel Narcisse Guillaume Joli Samuel Honrubia Daouda Karaboué Nikola Karabatić Thierry Omeyer William Accambray Luc Abalo Cédric Sorhaindo Michaël Guigou | Pallamano        | Torneo maschile                       |

## Medaglie d'argento
| Medaglia | Nome | Sport            | Evento                                    |
| -------- | --- | ---------------- | ----------------------------------------- |
| Argento  | Mahiedine Mekhissi-Benabbad | Atletica leggera | 3000 metri siepi maschili                 |
| Argento  | Germain Chardin Dorian Mortelette | Canottaggio      | 2 senza maschile                          |
| Argento  | Grégory Baugé Michaël D'Almeida Kévin Sireau | Ciclismo         | Velocità a squadre maschile               |
| Argento  | Brian Coquard | Ciclismo         | Omnium maschile                           |
| Argento  | Grégory Baugé | Ciclismo         | Velocità individuale maschile             |
| Argento  | Camille Muffat | Nuoto            | 200 m stile libero femminili              |
| Argento  | Amaury Leveaux Grégory Mallet Clément Lefert Yannick Agnel Jérémy Stravius | Nuoto            | Staffetta 4x100 stile libero maschile     |
| Argento  | Isabelle Yacoubou Endéné Miyem Clémence Beikes Sandrine Gruda Edwige Lawson-Wade Céline Dumerc Florence Lepron Émilie Gomis Marion Laborde Élodie Godin Emmeline Ndongue Jennifer Digbeu | Pallacanestro    | Torneo femminile                          |
| Argento  | Anne-Caroline Graffe | Taekwondo        | +67 kg femminile                          |
| Argento  | Michaël Llodra Jo-Wilfried Tsonga | Tennis           | Doppio maschile                           |
| Argento  | Céline Goberville | Tiro a segno     | Pistola 10 metri aria compressa femminile |

## Medaglie di bronzo
| Medaglia | Nome                                                                                   | Sport       | Evento                                 |
| -------- | -------------------------------------------------------------------------------------- | ----------- | -------------------------------------- |
| Bronzo   | Hamilton Sabot                                                                         | Ginnastica  | Parallele simmetriche                  |
| Bronzo   | Steeve Guénot                                                                          | Lotta       | Lotta greco-romana 66 kg maschile      |
| Bronzo   | Priscilla Gneto                                                                        | Judo        | 52 kg femminile                        |
| Bronzo   | Automne Pavia                                                                          | Judo        | 57 kg femminile                        |
| Bronzo   | Ugo Legnard                                                                            | Judo        | 73 kg maschile                         |
| Bronzo   | Gévrise Émane                                                                          | Judo        | 63 kg femminile                        |
| Bronzo   | Audrey Tcheuméo                                                                        | Judo        | 78 kg femminile                        |
| Bronzo   | Marlène Harnois                                                                        | Taekwondo   | 57 kg femminile                        |
| Bronzo   | Coralie Balmy Charlotte Bonnet Ophélie-Cyrielle Étienne Camille Muffat Margaux Farrell | Nuoto       | Staffetta 4x200 stile libero femminile |
| Bronzo   | Julien Benneteau Richard Gasquet                                                       | Tennis      | Doppio maschile                        |
| Bronzo   | Delphine Réau                                                                          | Tiro a volo | Trap femminile                         |
| Bronzo   | Jonathan Lobert                                                                        | Vela        | Finn                                   |

## Atletica leggera
Maschile

Corse, gare
| Atleta                                                                                             | Gara              | Batterie | Batterie | Quarti | Quarti | Semifinali      | Semifinali      | Finale               | Finale               |
| Atleta                                                                                             | Gara              | Tempo    | Pos.     | Tempo  | Pos.   | Tempo           | Pos.            | Tempo                | Pos.                 |
| -------------------------------------------------------------------------------------------------- | ----------------- | -------- | -------- | ------ | ------ | --------------- | --------------- | -------------------- | -------------------- |
| Jimmy Vicaut                                                                                       | 100 m piani       |          |          | 10"11  | 2º Q   | 10"16           | 6º              | Non qualificato      | Non qualificato      |
| Christophe Lemaitre                                                                                | 200 m piani       | 20"34    | 1º Q     |        |        | 20"06           | 3º Q            | 20"19                | 6º                   |
| Pierre-Ambroise Bosse                                                                              | 800 m piani       | 1'46"03  | 4º Q     |        |        | 1'45"10         | 4º              | Non qualificato      | Non qualificato      |
| Jamale Aarrass                                                                                     | 1500 m piani      | 3'45"13  | 12º      |        |        | Non qualificato | Non qualificato | Non qualificato      | Non qualificato      |
| Florian Carvalho                                                                                   | 1500 m piani      | 3'37"05  | 7º Q     |        |        | 3'40"61         | 13º             | Non qualificato      | Non qualificato      |
| Yoann Kowal                                                                                        | 1500 m piani      | 3'41"12  | 3º Q     |        |        | 3'43"48         | 8º              | Non qualificato      | Non qualificato      |
| Hassan Hirt                                                                                        | 5000 m piani      | 13'35"36 | 11º Q    |        |        |                 |                 | Non qualificato      | Non qualificato      |
| Dimitri Bascou                                                                                     | 110 m ostacoli    | 13"57    | 4º Q     |        |        | 13"55           | 6º              | Non qualificato      | Non qualificato      |
| Garfield Darien                                                                                    | 110 m ostacoli    | 13"54    | 4º Q     |        |        | 13"48           | 5º              | Non qualificato      | Non qualificato      |
| Ladji Doucouré                                                                                     | 110 m ostacoli    | 13"67    | 4º Q     |        |        | 13"74           | 8º              | Non qualificato      | Non qualificato      |
| Mahiedine Mekhissi-Benabbad                                                                        | 3000 m siepi      | 8'16"23  | 1º Q     |        |        |                 |                 | 8'19"08              |                      |
| Vincent Zouaoui-Dandrieux                                                                          | 3000 m siepi      | 8'36"96  | 8º       |        |        |                 |                 | Non qualificato      | Non qualificato      |
| Abraham Kiprotich                                                                                  | Maratona          |          |          |        |        |                 |                 | Non conclude la gara | Non conclude la gara |
| Abdellatif Meftah                                                                                  | Maratona          |          |          |        |        |                 |                 | Non conclude la gara | Non conclude la gara |
| Patrick Tambwé                                                                                     | Maratona          |          |          |        |        |                 |                 | Non conclude la gara | Non conclude la gara |
| Bertrand Moulinet                                                                                  | 20 km marcia      |          |          |        |        |                 |                 | 1'20"12              | 8º                   |
| Bertrand Moulinet                                                                                  | 50 km marcia      |          |          |        |        |                 |                 | 3:45'35"             | 12º                  |
| Yohann Diniz                                                                                       | 50 km marcia      |          |          |        |        |                 |                 | Squalificato         | Squalificato         |
| Cedric Houssaye                                                                                    | 50 km marcia      |          |          |        |        |                 |                 | 3:55'16"             | 31º                  |
| Ben Bassaw Emmanuel Biron Christophe Lemaitre Pierre-Alexis Pessonneaux Ronald Pognon Jimmy Vicaut | Staffetta 4×100 m | 38'15    | 4i Q     |        |        |                 |                 | 38'16                | 4i                   |

Eventi concorsi
| Atleta            | Evento              | Qualificazioni | Qualificazioni | Finale          | Finale          |
| Atleta            | Evento              | Misura         | Posizione      | Misura          | Posizione       |
| ----------------- | ------------------- | -------------- | -------------- | --------------- | --------------- |
| Salim Sdiri       | Salto in lungo      | 7,71           | 23º            | Non qualificato | Non qualificato |
| Benjamin Compaoré | Salto triplo        | 17,06          | 3º Q           | 17,08           | 6º              |
| Mickaël Hanany    | Salto in alto       | 2,26           | =8º Q          | 2,20            | 14º             |
| Renaud Lavillenie | Salto con l'asta    | 5,65           | =1º Q          | 5,97 OR         |                 |
| Romain Mesnil     | Salto con l'asta    | 5,60           | 6º Q           | 5,50            | 10º             |
| Quentin Bigot     | Lancio del martello | 72,42          | 24º            | Non qualificato | Non qualificato |
| Jerome Bortoluzzi | Lancio del martello | 74,15          | 14º            | Non qualificato | Non qualificato |
| Nicolas Figère    | Lancio del martello | 69,74          | 32º            | Non qualificato | Non qualificato |

Eventi combinati – Decathlon
| Atleta      | Evento    | 100 m | SL   | LP    | SA   | 400 m | 110H  | LD    | SAT  | LG    | 1500 m  | Finale | Posizione |
| ----------- | --------- | ----- | ---- | ----- | ---- | ----- | ----- | ----- | ---- | ----- | ------- | ------ | --------- |
| Kevin Meyer | Risultato | 11"32 | 7,17 | 14"05 | 2,05 | 48"76 | 15"59 | 41,20 | 4,70 | 62.41 | 4'23"02 | 7952   | 15º       |
| Kevin Meyer | Punti     | 791   | 854  | 731   | 850  | 873   | 780   | 689   | 819  | 774   | 791     | 7952   | 15º       |

Femminile
Corse, gare
| Atleta                                                                                          | Gara              | Batterie     | Batterie     | Quarti | Quarti | Semifinali      | Semifinali      | Finale          | Finale          |
| Atleta                                                                                          | Gara              | Tempo        | Pos.         | Tempo  | Pos.   | Tempo           | Pos.            | Tempo           | Pos.            |
| ----------------------------------------------------------------------------------------------- | ----------------- | ------------ | ------------ | ------ | ------ | --------------- | --------------- | --------------- | --------------- |
| Véronique Mang                                                                                  | 100 m piani       |              |              | 11"41  | 6ª     | Non qualificata | Non qualificata | Non qualificata | Non qualificata |
| Myriam Soumaré                                                                                  | 100 m piani       |              |              | 11"07  | 2ª Q   | 11"13           | 5ª              | Non qualificata | Non qualificata |
| Myriam Soumaré                                                                                  | 200 m piani       | 22"70        | 2ª Q         |        |        | 22"56           | 3ª Q            | 22"63           | 7ª              |
| Reïna-Flor Okori                                                                                | 100 m ostacoli    | 13"01        | 2ª Q         |        |        | Squalificata    | Squalificata    | Non qualificata | Non qualificata |
| Nelly Banco Johanna Danois Ayodele Ikuesan Lina Jacques-Sébastien Véronique Mang Myriam Soumaré | Staffetta 4×100 m | Squalificate | Squalificate |        |        |                 |                 | Non qualificate | Non qualificate |
| Phara Anacharsis Elea Mariama Diarra Marie Gayot Floria Guei Lenora Guion-Firmin Muriel Hurtis  | Staffetta 4×400 m | 3'25"94      | 3e Q         |        |        |                 |                 | 3'25"92         | 6e              |

Eventi concorsi
| Atleta               | Evento              | Qualificazioni | Qualificazioni | Finale          | Finale          |
| Atleta               | Evento              | Misura         | Posizione      | Misura          | Posizione       |
| -------------------- | ------------------- | -------------- | -------------- | --------------- | --------------- |
| Éloyse Lesueur       | Salto in lungo      | 6,48           | 10ª Q          | 6,68            | 10ª             |
| Melanie Melfort      | Salto in alto       | 1,93           | =2ª Q          | 1,93            | 9ª              |
| Vanessa Boslak       | Salto con l'asta    | 4,55           | =7ª Q          | 4,30            | 10ª             |
| Marion Lotout        | Salto con l'asta    | 4,10           | =33ª           | Non qualificata | Non qualificata |
| Mélina Robert-Michon | Lancio del disco    | 62,47          | 12ª Q          | 63,98           | 6ª              |
| Stéphanie Falzon     | Lancio del martello | 71,67          | 11ª Q          | 73,06           | 9ª              |

Eventi combinati – Eptathlon
| Atleta                     | Evento    | 100 m ostacoli | SA   | LP    | 200 m | SL   | LG    | 800 m   | Finale | Posizione |
| -------------------------- | --------- | -------------- | ---- | ----- | ----- | ---- | ----- | ------- | ------ | --------- |
| Marisa De Aniceto          | Risultato | 13"74          | 1,71 | 13"09 | 25"25 | 5,76 | 51.98 | 2'16"20 | 6030   | 21ª       |
| Marisa De Aniceto          | Punti     | 1015           | 867  | 733   | 863   | 777  | 899   | 876     | 6030   | 21ª       |
| Antoinette Nana Djimou Ida | Risultato | 12"96          | 1,80 | 14"26 | 24"72 | 6,13 | 55.87 | 2'13"62 | 6576   | 6ª        |
| Antoinette Nana Djimou Ida | Punti     | 1130           | 978  | 811   | 913   | 890  | 974   | 912     | 6576   | 6ª        |

## Badminton
Maschile
| Atleta        | Evento  | Girone                      | Girone                              | Girone     | Ottavi di Finale     | Quarti di Finale     | Semifinale           | Finale               | Finale          |
| Atleta        | Evento  | Avversario Punteggio        | Avversario Punteggio                | Classifica | Avversario Punteggio | Avversario Punteggio | Avversario Punteggio | Avversario Punteggio | Classifica      |
| ------------- | ------- | --------------------------- | ----------------------------------- | ---------- | -------------------- | -------------------- | -------------------- | -------------------- | --------------- |
| Edwin Ekiring | Singolo | Wong Wing Ki P 11-21, 16-21 | Edwin Ekiring V 21-12, 16-21, 21-16 | 2º         | Non qualificato      | Non qualificato      | Non qualificato      | Non qualificato      | Non qualificato |

Femminile
| Atleta     | Evento  | Girone                    | Girone                            | Girone     | Ottavi di Finale                  | Quarti di Finale     | Semifinale           | Finale               | Finale          |
| Atleta     | Evento  | Avversario Punteggio      | Avversario Punteggio              | Classifica | Avversario Punteggio              | Avversario Punteggio | Avversario Punteggio | Avversario Punteggio | Classifica      |
| ---------- | ------- | ------------------------- | --------------------------------- | ---------- | --------------------------------- | -------------------- | -------------------- | -------------------- | --------------- |
| Hongyan Pi | Singolo | Hadia Hosny V 21–11, 21–9 | Chloe Magee V 16–21, 21–18, 21–14 | 1ª Q       | Yip Pui Yin P 21–13, 12–21, 16–21 | Non qualificata      | Non qualificata      | Non qualificata      | Non qualificata |

## Calcio

### Femminile

#### Prima fase
| Arbitro: | Sachiko Yamagishi |

|                                                         |           |                                           |
| Abby Wambach 19', Alex Morgan 32', 66', Carli Lloyd 56' | Marcatori | Gaëtane Thiney 12', Marie-Laure Delie 14' |

| Arbitro: | Therese Neguel |

| |           |  |
| Laura Georges 45', Élodie Thomis 70', Marie-Laure Delie 71', Wendie Renard 81', Camille Catala 87' | Marcatori |  |

| Arbitro: | Quetzalli Alvarado |

|                  |           |  |
| Élodie Thomis 5' | Marcatori |  |

| Squadra        | P.ti | G | V | N | P | GF | GS | DR |
| -------------- | ---- | - | - | - | - | -- | -- | -- |
| Stati Uniti    | 9    | 3 | 3 | 0 | 0 | 8  | 2  | +6 |
| Francia        | 6    | 3 | 2 | 0 | 1 | 8  | 4  | +4 |
| Corea del Nord | 3    | 3 | 1 | 0 | 2 | 2  | 6  | -4 |
| Colombia       | 0    | 3 | 0 | 0 | 3 | 0  | 6  | -6 |

#### Quarti di finale
| Arbitro: | Kari Seitz |

|                   |           |                                      |
| Nilla Fischer 18' | Marcatori | Laura Georges 29', Wendie Renard 39' |

#### Semifinale
| Arbitro: | Quetzalli Alvarado |

|                       |           |                                      |
| Eugénie Le Sommer 76' | Marcatori | Yūki Ōgimi 32', Mizuho Sakaguchi 49' |

#### Finale 3º posto
| Arbitro: | Jenny Palmqvist |

|                    |           |  |
| Diana Matheson 92' | Marcatori |  |

## Canoa/Kayak

### Velocità
Maschile
| Atleta                        | Evento     | Batterie  | Batterie   | Semifinali | Semifinali | Finale   | Finale     |
| Atleta                        | Evento     | Tempo     | Classifica | Tempo      | Classifica | Tempo    | Classifica |
| ----------------------------- | ---------- | --------- | ---------- | ---------- | ---------- | -------- | ---------- |
| Maxime Beaumont               | K-1 200 m  | 35"571    | 2º Q       | 35"814     | 2º FA      | 36"688   | 4º         |
| Cyrille Carré                 | K-1 1000 m | 3'32"705  | 5º Q       | 3'38"981   | 8º FB      | 3'33"513 | 12º        |
| Mathieu Goubel                | C-1 200 m  | 41"248 OB | 1º Q       | 41"938     | 2º FA      | 44"045   | 7º         |
| Mathieu Goubel                | C-1 1000 m | 3'58"122  | 1º Q       | 3'51"811   | 1º Q       | 3'50"758 | 5º         |
| Arnaud Hybois Sébastien Jouve | K-2 200 m  | 32"933    | 3i Q       | 32"668     | 3i FA      | 35"012   | 4i         |

Femminile
| Atleta                                                  | Evento    | Batterie | Batterie   | Semifinali | Semifinali | Finale   | Finale     |
| Atleta                                                  | Evento    | Tempo    | Classifica | Tempo      | Classifica | Tempo    | Classifica |
| ------------------------------------------------------- | --------- | -------- | ---------- | ---------- | ---------- | -------- | ---------- |
| Marie Delattre Sarah Guyot Joanne Mayer Gabrielle Tuleu | K-4 500 m | 1'40"022 | 3e Q       | 1'33"303   | 5e FA      | 1'35"299 | 8e         |

### Slalom
Maschile
| Atleta                         | Evento | Qualificazioni | Qualificazioni | Qualificazioni | Qualificazioni | Qualificazioni | Qualificazioni | Semifinali | Semifinali | Semifinali | Finale   | Finale | Finale |
| Atleta                         | Evento | 1ª manche      | Class.         | 2ª manche      | Class.         | Migliore       | Class.         | Penalità   | Tempo      | Class.     | Penalità | Tempo  | Class. |
| ------------------------------ | ------ | -------------- | -------------- | -------------- | -------------- | -------------- | -------------- | ---------- | ---------- | ---------- | -------- | ------ | ------ |
| Tony Estanguet                 | C1     | 93,24          | 2º             | 99,20          | 10º            | 93,24          | 7º Q           |            | 101,67     | 3º 'Q      |          | 97,06  |        |
| Étienne Daille                 | K1     | 90,12          | 7º             | 241,73         | 22º            | 90,12          | 13º Q          |            | 100,55     | 10º Q      |          | 101,87 | 7º     |
| Gauthier Klauss Matthieu Peche | C-2    | 96,98          | 1i             | 151,03         | 12i            | 96,98          | 1i Q           |            | 109,27     | 3i Q       |          | 109,17 | 4i     |

Femminile
| Atleta     | Evento | Qualificazioni | Qualificazioni | Qualificazioni | Qualificazioni | Qualificazioni | Qualificazioni | Semifinali | Semifinali | Semifinali | Finale   | Finale | Finale |
| Atleta     | Evento | 1ª manche      | Class.         | 2ª manche      | Class.         | Migliore       | Class.         | Penalità   | Tempo      | Class.     | Penalità | Tempo  | Class. |
| ---------- | ------ | -------------- | -------------- | -------------- | -------------- | -------------- | -------------- | ---------- | ---------- | ---------- | -------- | ------ | ------ |
| Émilie Fer | K1     | 112,67         | 12ª            | 106,46         | 8ª             | 106,46         | 10ª Q          |            | 109,73     | 3ª Q       |          | 105,90 |        |

## Canottaggio
| FA   | Qualificato in finale A (per le medaglie)     |
| FB   | Qualificato in finale B (non per le medaglie) |
| FC   | Qualificato in finale C (non per le medaglie) |
| FD   | Qualificato in finale D (non per le medaglie) |
| FE   | Qualificato in finale E (non per le medaglie) |
| FF   | Qualificato in finale F (non per le medaglie) |
| SA/B | Semifinali A/B                                |
| SC/D | Semifinali C/D                                |
| SE/F | Semifinali E/F                                |
| QF   | Qualificato ai quarti di finale               |
| R    | Ripescaggio                                   |

Maschile
| Atleta                                                                | Evento                   | Batterie | Batterie   | Ripescaggi | Ripescaggi | Semifinali | Semifinali | Finale  | Finale     |
| Atleta                                                                | Evento                   | Tempo    | Classifica | Tempo      | Classifica | Tempo      | Classifica | Tempo   | Classifica |
| --------------------------------------------------------------------- | ------------------------ | -------- | ---------- | ---------- | ---------- | ---------- | ---------- | ------- | ---------- |
| Germain Chardin Dorian Mortelette                                     | 2 senza                  | 6'17"22  | 2i SA/B Q  |            |            | 6'58"22    | 2i FA      | 6'22"11 |            |
| Julien Bahain Cédric Berrest                                          | 2 di coppia              | 6'19"61  | 3i SA/B    |            |            | 6'29"61    | 5i FB      | 6'26"44 | 10i        |
| Jérémie Azou Stany Delayre                                            | 2 di coppia pesi leggeri | 6'40"89  | 1i SA/B    |            |            | 6'37"29    | 2i FA      | 6'42"69 | 4i         |
| Matthieu Androdias Benjamin Chabanet Adrien Hardy Pierre-Jean Peltier | 4 di coppia              | 5'44"25  | 3i SA/B    |            |            | 6'12"81    | 4i FB      | 6'02"12 | 10i        |
| Thomas Baroukh Fabrice Moreau Nicolas Moutton Franck Solforosi        | 4 di coppia pesi leggeri | 5'50"79  | 1i SA/B    |            |            | 6'06"90    | 4i FB      | 6'08"37 | 7i         |

## Ciclismo

### Ciclismo su strada
Maschile
| Atleta           | Evento                  | Tempo                | Classifica           |
| ---------------- | ----------------------- | -------------------- | -------------------- |
| Mickaël Bourgain | Corsa in linea maschile | Non conclude la gara | Non conclude la gara |
| Arnaud Démare    | Corsa in linea maschile | 5h 46'37             | 30°                  |
| Tony Gallopin    | Corsa in linea maschile | 5h 46'37             | 86°                  |
| Sylvain Chavanel | Corsa in linea maschile | 5h 46'05"            | 20°                  |
| Sylvain Chavanel | Cronometro maschile     | 56'07"67             | 29°                  |

Femminile
| Atleta                 | Evento                   | Tempo               | Classifica          |
| ---------------------- | ------------------------ | ------------------- | ------------------- |
| Aude Biannic           | Corsa in linea femminile | 3h 35'56"           | 10ª                 |
| Pauline Ferrand-Prévot | Corsa in linea femminile | 3h 35′56″           | 8ª                  |
| Audrey Cordon-Ragot    | Corsa in linea femminile | Fuori tempo massimo | Fuori tempo massimo |
| Audrey Cordon-Ragot    | Cronometro femminile     | 40'40"51            | 15ª                 |

### Ciclismo su pista
Gare maschili
Velocità
| Atleta                                       | Evento      | Qualificazione       | Qualificazione | 16-esimi             | Ottavi               | 8 Finals Ripescaggi | Quarti              | Semifinali      | Finale        | Finale    |
| Atleta                                       | Evento      | Tempo Velocità       | Posizione      | Avversario           | Avversario           | Avversario          | Avversario          | Avversario      | Avversario    | Posizione |
| -------------------------------------------- | ----------- | -------------------- | -------------- | -------------------- | -------------------- | ------------------- | ------------------- | --------------- | ------------- | --------- |
| Grégory Baugé                                | Individuale | 9.952 (72.347 km/h)  | 2° Q           | Zafeiris Volikakis V | Seiichiro Nakagawa V |                     | Robert Förstemann V | Shane Perkins V | Jason Kenny P |           |
| Grégory Baugé Michaël D'Almeida Kévin Sireau | Squadre     | 43.097 (62.649 km/h) | 2° Q           |                      |                      |                     | V                   |                 | P             |           |

Keirin
| Atleta           | Evento | 1º turno  | Ripescaggi | 2º turno  | Finale '  |
| Atleta           | Evento | Posizione | Posizione  | Posizione | Posizione |
| ---------------- | ------ | --------- | ---------- | --------- | --------- |
| Mickaël Bourgain | Keirin | 1°        |            | 4°        | 8°        |

Omnium
| Atleta        | Evento | Flying lap | Flying lap | Corsa a punti | Corsa a punti | Corsa a eliminazione | Inseguimento individuale | Inseguimento individuale | Scratch race | Chilometro da fermo | Chilometro da fermo | Punti totali | Classifica |
| Atleta        | Evento | Tempo      | Posizione  | Punti         | Posizione     | Posizione            | Avversario Risultato     | Posizione                | Posizione    | Tempo               | Posizione           | Punti totali | Classifica |
| ------------- | ------ | ---------- | ---------- | ------------- | ------------- | -------------------- | ------------------------ | ------------------------ | ------------ | ------------------- | ------------------- | ------------ | ---------- |
| Bryan Coquard | Omnium | 13.347     | 5°         | 51            | 4°            | 1°                   | 4'30"780                 | 12°                      | 3°           | 1'03"078            | 4°                  | 29           |            |

Gare femminili
Velocità
| Atleta                      | Evento      | Qualificazione       | Qualificazione | 16-esimi         | Ottavi     | 8 Finals Ripescaggi          | Quarti          | Semifinali      | Finale          | Finale          |
| Atleta                      | Evento      | Tempo Velocità       | Posizione      | Avversario       | Avversario | Avversario                   | Avversario      | Avversario      | Avversario      | Posizione       |
| --------------------------- | ----------- | -------------------- | -------------- | ---------------- | ---------- | ---------------------------- | --------------- | --------------- | --------------- | --------------- |
| Virginie Cueff              | Individuale | 11.439 (62.942 km/h) | 15ª Q          | Kristina Vogel P |            | Willy Kanis Daniela Larrea V | Non qualificata | Non qualificata | Non qualificata | Non qualificata |
| Sandie Clair Virginie Cueff | Squadre     | 33.638 (53.510 km/h) | 6e Q           |                  |            |                              | P               |                 | Non qualificate | 6e              |

Keirin
| Atleta        | Evento | 1º turno  | Ripescaggi | 2º turno  | Finale '  |
| Atleta        | Evento | Posizione | Posizione  | Posizione | Posizione |
| ------------- | ------ | --------- | ---------- | --------- | --------- |
| Clara Sanchez | Keirin | 6ª        | 1ª Q       | 2ª Q      | 4ª        |

Omnium
| Atleta        | Evento | Flying lap | Flying lap | Corsa a punti | Corsa a punti | Corsa a eliminazione | Inseguimento individuale | Inseguimento individuale | Scratch race | Chilometro da fermo | Chilometro da fermo | Punti totali | Classifica |
| Atleta        | Evento | Tempo      | Posizione  | Punti         | Posizione     | Posizione            | Avversario Risultato     | Posizione                | Posizione    | Tempo               | Posizione           | Punti totali | Classifica |
| ------------- | ------ | ---------- | ---------- | ------------- | ------------- | -------------------- | ------------------------ | ------------------------ | ------------ | ------------------- | ------------------- | ------------ | ---------- |
| Clara Sanchez | Omnium | 14.058     | 2ª         | 0             | 18ª           | 13ª                  | 3'56"800                 | 18ª                      | 18ª          | 35"451              | 3ª                  | 72           | 14ª        |

### BMX
Maschile
| Atleta           | Evento      | Qualificazioni | Qualificazioni | Quarti di finale | Quarti di finale | Semifinale      | Semifinale      | Finale          | Finale          |
| Atleta           | Evento      | Risultati      | Classifica     | Punti            | Classifica       | Punti           | Classifica      | Risultati       | Classifica      |
| ---------------- | ----------- | -------------- | -------------- | ---------------- | ---------------- | --------------- | --------------- | --------------- | --------------- |
| Quentin Caleyron | Individuale | 38"637         | 9              | 19               | 3 Q              | 18              | 6               | Non qualificato | Non qualificato |
| Joris Daudet     | Individuale | 38"221         | 2              | 7                | 2 Q              | 16              | 6               | Non qualificato | Non qualificato |
| Moana Moo-Caille | Individuale | 40"015         | 28             | 23               | 6                | Non qualificato | Non qualificato | Non qualificato | Non qualificato |

Femminile
| Atleta                | Evento      | Qualificazioni | Qualificazioni | Quarti di finale | Quarti di finale | Semifinale | Semifinale | Finale    | Finale     |
| Atleta                | Evento      | Risultati      | Classifica     | Punti            | Classifica       | Punti      | Classifica | Risultati | Classifica |
| --------------------- | ----------- | -------------- | -------------- | ---------------- | ---------------- | ---------- | ---------- | --------- | ---------- |
| Laëtitia Le Corguillé | Individuale | 38"976         | 4ª             |                  |                  | 15         | 4ª Q       | 38"436    | 4ª         |
| Magalie Pottier       | Individuale | 39"778         | 7ª             |                  |                  | 6          | 2ª Q       | 39"393    | 7ª         |

### Mountain Bike
Maschile
| Atleta                 | Evento        | Tempo                 | Classifica            |
| ---------------------- | ------------- | --------------------- | --------------------- |
| Julien Absalon         | Cross-country | Non conclude la prova | Non conclude la prova |
| Jean-Christophe Péraud | Cross-country | 1:36:07               | 29°                   |
| Stéphane Tempier       | Cross-country | 1:31:30               | 11°                   |

Femminile
| Atleta                 | Evento        | Tempo   | Classifica |
| ---------------------- | ------------- | ------- | ---------- |
| Carlos Coloma          | Cross-country | 1:30:52 |            |
| Pauline Ferrand-Prévot | Cross-country | 1:42:21 | 26ª        |

## Equitazione
Dressage
| Atleta         | Cavallo       | Evento      | Grand Prix | Grand Prix | Grand Prix Special | Grand Prix Special | Grand Prix Freestyle | Grand Prix Freestyle | Totale          | Totale          |
| Atleta         | Cavallo       | Evento      | Punteggio  | Classifica | Punteggio          | Classifica         | Tecnico              | Artistico            | Punteggio       | Classifica      |
| -------------- | ------------- | ----------- | ---------- | ---------- | ------------------ | ------------------ | -------------------- | -------------------- | --------------- | --------------- |
| Jessica Michel | Riwera de Hus | Individuale | 70.410     | 28ª Q      | 68.810             | 31ª                | Non qualificata      | Non qualificata      | Non qualificata | Non qualificata |

Concorso completo
| Atleta                                                                     | Cavallo            | Evento      | Dressage | Dressage | Cross-country | Cross-country | Cross-country | Salto ostacoli | Salto ostacoli | Salto ostacoli | Salto ostacoli  | Salto ostacoli  | Salto ostacoli  | Totale   | Totale   |
| Atleta                                                                     | Cavallo            | Evento      | Dressage | Dressage | Cross-country | Cross-country | Cross-country | Qualificazione | Qualificazione | Qualificazione | Finale          | Finale          | Finale          | Totale   | Totale   |
| Atleta                                                                     | Cavallo            | Evento      | Penalità | Class.   | Penalità      | Tot.          | Class.        | Penalità       | Tot.           | Class.         | Penalità        | Tot.            | Class.          | Penalità | Class.   |
| -------------------------------------------------------------------------- | ------------------ | ----------- | -------- | -------- | ------------- | ------------- | ------------- | -------------- | -------------- | -------------- | --------------- | --------------- | --------------- | -------- | -------- |
| Lionel Guyon                                                               | Nemetis de Lalou   | Individuale | 50.90    | 38º      | 20.00         | 70.90         | 38º           | 0.00           | 70.90          | 28º Q          | 21.00           | 91.90           | 24º             | 91.90    | 24º      |
| Aurélien Khan                                                              | Cadiz              | Individuale | 55.90    | 54º      | 39.60         | 95.50         | 49º           | 7.00           | 102.50         | 45º            | Non qualificato | Non qualificato | Non qualificato | 102.50   | 45       |
| Denis Mesples                                                              | Oregon de la Vigne | Individuale | 61.50    | 66º      | 46.00         | 107.50        | =51º          | 19.00          | 126.50         | 50º            | Non qualificato | Non qualificato | Non qualificato | 126.50   | 50º      |
| Donatien Schauly                                                           | Ocarina du Chanois | Individuale | 44.40    | 20º      | 7.20          | 51.60         | =18º          | Ritirato       | Ritirato       | Ritirato       | Ritirato        | Ritirato        | Ritirato        | Ritirato | Ritirato |
| Nicolas Touzaint                                                           | Hildago de l'ille  | Individuale | 47.60    | =27º     | 7.60          | 55.20         | 27º           | 2.00           | 57.20          | 21º Q          | 7.00            | 64.20           | 17º             | 64.20    | 17º      |
| Lionel Guyon Aurélien Khan Denis Mesples Donatien Schauly Nicolas Touzaint |                    | A squadre   | 142.90   | 9i       | 34.80         | 177.70        | 7i            | 52.90          | 230.60         | 8i             |                 |                 |                 | 230.60   | 8i       |

Salto
| Atleta                                                        | Cavallo         | Evento      | Qualificazioni | Qualificazioni | Qualificazioni | Qualificazioni | Qualificazioni | Qualificazioni  | Qualificazioni  | Qualificazioni  | Finale          | Finale          | Finale          | Finale          | Finale          | Totale   | Totale |
| Atleta                                                        | Cavallo         | Evento      | Round 1        | Round 1        | Round 2        | Round 2        | Round 2        | Round 3         | Round 3         | Round 3         | Round A         | Round A         | Round B         | Round B         | Round B         | Totale   | Totale |
| Atleta                                                        | Cavallo         | Evento      | Penalità       | Class.         | Penalità       | Tot.           | Class.         | Penalità        | Tot.            | Class.          | Penalità        | Class.          | Penalità        | Tot.            | Class.          | Penalità | Class. |
| ------------------------------------------------------------- | --------------- | ----------- | -------------- | -------------- | -------------- | -------------- | -------------- | --------------- | --------------- | --------------- | --------------- | --------------- | --------------- | --------------- | --------------- | -------- | ------ |
| Simon Delestre                                                | Napoli du Ry    | Individuale | 0              | =1º Q          | 6              | 6              | 30º Q          | 8               | 14              | 32º Q           | 4               | =11º Q          | 8               | 12              | 19º             | 12       | 19º    |
| Olivier Guillon                                               | Lord de Theize  | Individuale | 4              | =42º Q         | 4              | 8              | =31º Q         | 8               | 16              | =33º Q          | 0               | =1º Q           | 9               | 9               | =12º            | 9        | =12º   |
| Pénélope Leprevost                                            | Mylord Carthago | Individuale | 1              | =33ª Q         | 8              | 9              | =47ª           | Non qualificata | Non qualificata | Non qualificata | Non qualificata | Non qualificata | Non qualificata | Non qualificata | Non qualificata | 9        | =47ª   |
| Kevin Staut                                                   | Silvana         | Individuale | 0              | =1º Q          | 4              | 4              | =17º Q         | 4               | 8               | =11º Q          | 16              | 34º             | Non qualificato | Non qualificato | Non qualificato | 16       | 34º    |
| Simon Delestre Olivier Guillon Pénélope Leprevost Kevin Staut |                 | A squadre   |                |                |                |                |                |                 |                 |                 | 14              | 12i             | Non qualificati | Non qualificati | Non qualificati | 14       | 12i    |

## Ginnastica

### Ginnastica artistica
Maschile
| Atleta           | Evento             | Qualificazione | Qualificazione | Qualificazione | Qualificazione | Qualificazione | Qualificazione | Qualificazione | Qualificazione | Finale                | Finale                | Finale                | Finale                | Finale | Finale                | Finale  | Finale |
| Atleta           | Evento             | Attrezzo       | Attrezzo       | Attrezzo       | Attrezzo       | Attrezzo       | Attrezzo       | Tot.           | Pos.           | Attrezzo              | Attrezzo              | Attrezzo              | Attrezzo              | Attrezzo | Attrezzo              | Tot.    | Pos.   |
| Atleta           | Evento             | CL             | C              | A              | V              | P              | S              | Tot.           | Pos.           | CL                    | C                     | A                     | V                     | P | S                     | Tot.    | Pos.   |
| ---------------- | ------------------ | -------------- | -------------- | -------------- | -------------- | -------------- | -------------- | -------------- | -------------- | --------------------- | --------------------- | --------------------- | --------------------- | --- | --------------------- | ------- | ------ |
| Pierre Yves Beny | Concorso a squadre | 14.433         | 13.566         | 14.266         | 14.933         | 14.700         |                |                |                | 14.333                | 15.033                | 14.466                | 14.566                | 14.591 | 13.266                |         |        |
| Yann Cucherat    | Concorso a squadre |                |                |                |                | 14.900         | 14.366         |                |                | Non conclude la prova | Non conclude la prova | Non conclude la prova | Non conclude la prova | Non conclude la prova                                                                                              | Non conclude la prova |         |        |
| Gael da Silva    | Concorso a squadre | 15.400         |                | 14.366         | 15.366         |                | 14.966         |                |                | 15.200                |                       | 14.633                | 15.466                | style="background: #ececec; color: #2C2C2C; vertical-align: middle; text-align: center; " class="table-na" \| N.D. | 14.766                |         |        |
| Hamilton Sabot   | Concorso a squadre |                | 14.033         | 14.533         |                | 15.366 Q       | 14.866         |                |                |                       | 14.766                | 14.333                |                       | 15.566 | 14.883                |         |        |
| Cyril Tommasone  | Concorso a squadre | 14.500         | 15.333 Q       | 14.166         | 15.466         | 15.100         | 14.133         | 88.698         | 14º Q          | 14.533                | 15.466                |                       | 14.441                | 15.133 |                       |         |        |
| Totale           | Concorso a squadre | 44.333         | 42.932         | 43.165         | 45.765         | 45.366         | 44.198         | 265.759        | 8i Q           | 44.066                | 45.265                | 43.432                | 44.473                | 45.290 | 42.915                | 265.441 | 8i     |

Maschile - Finali individuali
| Atleta          | Evento                | Attrezzo | Attrezzo | Attrezzo | Attrezzo | Attrezzo | Attrezzo | Totale | Finale |
| Atleta          | Evento                | CL       | C        | A        | V        | P        | S        | Totale | Finale |
| --------------- | --------------------- | -------- | -------- | -------- | -------- | -------- | -------- | ------ | ------ |
| Hamilton Sabot  | Parallele simmetriche |          |          |          |          | 15.566   |          | 15.566 |        |
| Cyril Tommasone | Concorso individuale  | 13.500   | 15.333   | 14.400   | 15.358   | 15.000   | 14.066   | 87.657 | 16º    |
| Cyril Tommasone | Cavallo               |          | 15.141   |          |          |          |          | 15.141 | 5º     |

Femminile
| Atleta             | Evento             | Qualificationi | Qualificationi | Qualificationi | Qualificationi | Qualificationi | Qualificationi | Finali          | Finali          | Finali          | Finali          | Finali          | Finali          |
| Atleta             | Evento             | Attrezzo       | Attrezzo       | Attrezzo       | Attrezzo       | Totale         | Posizione      | Attrezzo        | Attrezzo        | Attrezzo        | Attrezzo        | Totale          | Posizione       |
| Atleta             | Evento             | CL             | V              | P              | T              | Totale         | Posizione      | CL              | V               | P               | T               | Totale          | Posizione       |
| ------------------ | ------------------ | -------------- | -------------- | -------------- | -------------- | -------------- | -------------- | --------------- | --------------- | --------------- | --------------- | --------------- | --------------- |
| Mira Boumejmajen   | Concorso a squadre | 12.933         |                | 13.300         | 12.966         |                |                | Non qualificate | Non qualificate | Non qualificate | Non qualificate | Non qualificate | Non qualificate |
| Youna Dufournet    | Concorso a squadre |                | 14.166         | 12.966         | 14.200         |                |                | Non qualificate | Non qualificate | Non qualificate | Non qualificate | Non qualificate | Non qualificate |
| Anne Kuhm          | Concorso a squadre | 13.533         | 14.466         | 13.533         | 12.566         | 54.098         | 29ª            | Non qualificate | Non qualificate | Non qualificate | Non qualificate | Non qualificate | Non qualificate |
| Aurélie Malaussena | Concorso a squadre | 13.366         | 14.033         | 13.300         | 13.700         | 54.399         | 25ª Q          | Non qualificate | Non qualificate | Non qualificate | Non qualificate | Non qualificate | Non qualificate |
| Sophia Serseri     | Concorso a squadre | 12.933         | 14.133         |                |                |                |                | Non qualificate | Non qualificate | Non qualificate | Non qualificate | Non qualificate | Non qualificate |
| Totale             | Concorso a squadre | 39.832         | 42.765         | 41.333         | 40.866         | 164.796        | 11e            | Non qualificate | Non qualificate | Non qualificate | Non qualificate | Non qualificate | Non qualificate |

Femminile
| Atleta             | Evento               | Apparato | Apparato | Apparato | Apparato | Totale | Posizione |
| Atleta             | Evento               | CL       | V        | P        | T        | Totale | Posizione |
| ------------------ | -------------------- | -------- | -------- | -------- | -------- | ------ | --------- |
| Aurélie Malaussena | Concorso individuale | 13.800   | 12.800   | 12.066   | 11.500   | 50.166 | 23ª       |

### Ginnastica ritmica
Femminile
| Atleta          | Evento               | Qualificazione | Qualificazione | Qualificazione | Qualificazione | Qualificazione | Qualificazione | Finale          | Finale          | Finale          | Finale          | Finale          | Finale          |
| Atleta          | Evento               | Cerchio        | Palla          | Clavi          | Nastro         | Totale         | Classifica     | Cerchio         | Palla           | Clavi           | Nastro          | Totale          | Classifica      |
| --------------- | -------------------- | -------------- | -------------- | -------------- | -------------- | -------------- | -------------- | --------------- | --------------- | --------------- | --------------- | --------------- | --------------- |
| Delphine Ledoux | Concorso individuale | 27.150         | 27.100         | 27.250         | 26.675         | 108.175        | 13ª            | Non qualificata | Non qualificata | Non qualificata | Non qualificata | Non qualificata | Non qualificata |

### Trampolino elastico
Maschile
| Atleta           | Evento      | Qualificazioni | Qualificazioni | Finale    | Finale     |
| Atleta           | Evento      | Punteggio      | Classifica     | Punteggio | Classifica |
| ---------------- | ----------- | -------------- | -------------- | --------- | ---------- |
| Grégroire Pennes | Individuale | 107.539        | 7º Q           | 58.805    | 7º         |

## Judo
Maschile
| Atleta         | Evento  | 32-esimi                    | 16-esimi                         | Ottavi                                | Quarti di finale              | Semifinali                 | 1º Turno ripescaggi             | 2º Turno ripescaggi          | Finale                             | Finale          |
| Atleta         | Evento  | Avversario Risultato        | Avversario Risultato             | Avversario Risultato                  | Avversario Risultato          | Avversario Risultato       | Avversario Risultato            | Avversario Risultato         | Avversario Risultato               | Classifica      |
| -------------- | ------- | --------------------------- | -------------------------------- | ------------------------------------- | ----------------------------- | -------------------------- | ------------------------------- | ---------------------------- | ---------------------------------- | --------------- |
| Sofiane Milous | −60 kg  |                             | Betkili Shukvani V (0100–0001)   | Tony Lomo V (0001-0000)               | Hiroaki Hiraoka P (0010–0012) | Non qualificato            | Hovhannes Davtyan V (0010–0002) | Rishod Sobirov P (0003–0100) | Non qualificato                    | 5º              |
| David Larose   | −66 kg  | Golan Pollack V (0001–0000) | Dan Fasie V (0100–0000)          | Lasha Shavdatuashvili P (0001–0100)   | Non qualificato               | Non qualificato            | Non qualificato                 | Non qualificato              | Non qualificato                    | Non qualificato |
| Ugo Legrand    | −73 kg  |                             | Tomasz Adamiec V (0010–0000)     | Hussein Hafiz V (0100–0104)           | Dex Elmont P (0030–0000)      | Non qualificato            | Rasul Boqiev V (0010–0002)      | Wang Ki-Chun V (0101–0001)   | Non qualificato                    |                 |
| Alain Schmitt  | −81 kg  |                             | Guillaume Elmont V (0000–0001)   | Emmanuel Lucenti P (0000–1000)        | Non qualificato               | Non qualificato            | Non qualificato                 | Non qualificato              | Non qualificato                    | Non qualificato |
| Romain Buffet  | −90 kg  |                             | Karolis Bauža P (0010–0100)      | Non qualificato                       | Non qualificato               | Non qualificato            | Non qualificato                 | Non qualificato              | Non qualificato                    | Non qualificato |
| Thierry Fabre  | −100 kg |                             | Ramadan Darwish V (0011–0002)    | Naidangiin Tüvshinbayar P (0000–0100) | Non qualificato               | Non qualificato            | Non qualificato                 | Non qualificato              | Non qualificato                    | Non qualificato |
| Teddy Riner    | +100 kg |                             | Janusz Wojnarowicz V (0010–0003) | Faicel Jaballah V (0101–0002)         | Óscar Brayson V (0100–0001)   | Kim Sung-Min V (0010–0003) |                                 |                              | Aleksandr Mikhailine V (0101–0003) |                 |

Femminile
| Atleta               | Evento | 16-esimi                             | Ottavi                          | Quarti di finale                         | Semifinali                    | 1º Turno ripescaggi             | 2º Turno ripescaggi          | Finale                       | Finale          |
| Atleta               | Evento | Avversario Risultato                 | Avversario Risultato            | Avversario Risultato                     | Avversario Risultato          | Avversario Risultato            | Avversario Risultato         | Avversario Risultato         | Classifica      |
| -------------------- | ------ | ------------------------------------ | ------------------------------- | ---------------------------------------- | ----------------------------- | ------------------------------- | ---------------------------- | ---------------------------- | --------------- |
| Laëtitia Payet       | −48 kg |                                      | Sarah Menezes P (0001-0000)     | Non qualificata                          | Non qualificata               | Non qualificata                 | Non qualificata              | Non qualificata              | Non qualificata |
| Priscilla Gneto      | −52 kg | He Hongmei V (0111–0012)             | Joana Ramos V (1001–0000)       | An Kum-ae P (0013–0102)                  | Non qualificata               | Kim Kyung-Ok V (0021–0002)      | Ilse Heylen V (1012–0012)    | Non qualificata              |                 |
| Automne Pavia        | −57 kg | Sarah Clark V (0100–0000)            | Carli Renzi V (0150–0000)       | Sabrina Filzmoser V (0030–0000)          | Kaori Matsumoto P (0000–0010) |                                 | Hedvig Karakas V (0011–0002) | Non qualificata              |                 |
| Gévrise Émane        | −63 kg | Gemma Howell V (1000–0000)           | Yaritza Abel V (0001–0001)      | Tsedevsürengiin Mönkhzayaa P (0013–0102) | Non qualificata               | Alice Schlesinger V (0010–0002) | Joung Da-Woon V (0000–0000)  | Non qualificata              |                 |
| Lucie Décosse        | −70 kg |                                      | Kelita Zupancic V (1001-0001)   | Yuri Alvear V (1000–0000)                | Hwang Ye-Sul V (0001–0000)    |                                 |                              | Kerstin Thiele V (0120–0000) |                 |
| Audrey Tcheuméo      | −78 kg | Amy Cotton V (0001–0001)             | Maryna Pryshchepa V (0100–0000) | Yang Xiuli V (0101–0001)                 | Gemma Gibbons P (0000–1000)   | Non qualificata                 | Abigél Joó V (1000–0001)     | Non qualificata              |                 |
| Anne-Sophie Mondière | +78 kg | Maria Suellen Altheman P (0000–0101) | Non qualificata                 | Non qualificata                          | Non qualificata               | Non qualificata                 | Non qualificata              | Non qualificata              | Non qualificata |

## Lotta

### Lotta libera
Maschile
| Atleta      | Evento | Qualificazione       | Ottavi               | Quarti               | Semifinale           | Ripescaggio Turno 1  | Ripescaggio Turno 2  | Finale               | Classifica |
| Atleta      | Evento | Avversario Risultato | Avversario Risultato | Avversario Risultato | Avversario Risultato | Avversario Risultato | Avversario Risultato | Avversario Risultato | Classifica |
| ----------- | ------ | -------------------- | -------------------- | -------------------- | -------------------- | -------------------- | -------------------- | -------------------- | ---------- |
| Didier Païs | −60 kg |                      | Hassan Madany P 1-3  | Non qualificato      | Non qualificato      | Non qualificato      | Non qualificato      | Non qualificato      | 11º        |

### Lotta greco romana
Maschile
| Atleta            | Evento | Qualificazione       | Ottavi                  | Quarti                  | Semifinale           | Ripescaggio Turno 1  | Ripescaggio Turno 2  | Finale                  | Classifica |
| Atleta            | Evento | Avversario Risultato | Avversario Risultato    | Avversario Risultato    | Avversario Risultato | Avversario Risultato | Avversario Risultato | Avversario Risultato    | Classifica |
| ----------------- | ------ | -------------------- | ----------------------- | ----------------------- | -------------------- | -------------------- | -------------------- | ----------------------- | ---------- |
| Tarik Belmadani   | −60 kg |                      | Jarkko Ala-Huikku V 3-0 | Ryutaro Matsumoto P 0-3 | Non qualificato      | Non qualificato      | Non qualificato      | Non qualificato         | 9º         |
| Steeve Guénot     | −66 kg |                      | Wuilexis Rivas V 3-0    | Saeid Abdevali V 3-0    | Kim Hyeon-Woo P 1-3  |                      |                      | Pedro Mulens V 3-0      |            |
| Christophe Guénot | −74 kg |                      | Zied Ayet Ikram V 3-0   | Roman Vlasov P 1-3      | Non qualificato      | Mark Madsen P 1-3    | Non qualificato      | Non qualificato         | 8º         |
| Mélonin Noumonvi  | −84 kg |                      | Rami Hietaniemi V 3-0   | Karam Gaber P 1-3       | Non qualificato      |                      | Nenad Žugaj V 3-0    | Damian Janikowski P 0-3 | 5º         |

### Lotta libera
Femminile
| Atleta         | Evento | Qualificazione       | Ottavi                | Quarti               | Semifinale           | Ripescaggio Turno 1  | Ripescaggio Turno 2  | Finale               | Classifica |
| Atleta         | Evento | Avversario Risultato | Avversario Risultato  | Avversario Risultato | Avversario Risultato | Avversario Risultato | Avversario Risultato | Avversario Risultato | Classifica |
| -------------- | ------ | -------------------- | --------------------- | -------------------- | -------------------- | -------------------- | -------------------- | -------------------- | ---------- |
| Cynthia Vescan | −72 kg |                      | Svetlana Saenko P 1-3 | Non qualificata      | Non qualificata      | Non qualificata      | Non qualificata      | Non qualificata      | 12ª        |

## Nuoto e sport acquatici

### Nuoto
Maschile
| Amaury Leveaux | 50 m stile libero    | 22"35    | 18º   | Non qualificato | Non qualificato | Non qualificato | Non qualificato |                 |                 |
| Florent Manaudou | 50 m stile libero    | 22"09    | =7º Q | 21"80           | 6º Q            | 21"34           |                 |                 |                 |
| Yannick Agnel | 100 m stile libero   | 48"93    | 12º Q | 48"23           | 7º Q            | 47"84           | 4º              |                 |                 |
| Yannick Agnel | 200 m stile libero   | 1'46"60  | 3º Q  | 1'44"84         | 2º Q            | 1'43"14 NR      |                 |                 |                 |
| Fabien Gilot | 100 m stile libero   | 48"95    | 14º Q | 48"49           | 11º             | Non qualificato | Non qualificato |                 |                 |
| Grégory Mallet | 200 m stile libero   | 1'47"39  | 13º Q | 1'47"56         | 2º Q            | Non qualificato | Non qualificato |                 |                 |
| Damien Joly | 1500 m stile libero  | 15'08"50 | 14º   |                 |                 | Non qualificato | Non qualificato | Non qualificato | Non qualificato |
| Anthony Pannier | 1500 m stile libero  | 14'24"08 | 20º   |                 |                 | Non qualificato | Non qualificato | Non qualificato | Non qualificato |
| Camille Lacourt | 100 m dorso          | 53"51    | 4º Q  | 53"03           | 2º Q            | 53"08           | 4º              |                 |                 |
| Benjamin Stasiulis | 100 m dorso          | 55"36    | 31º   | Non qualificato | Non qualificato | Non qualificato | Non qualificato |                 |                 |
| Benjamin Stasiulis | 200 m dorso          | 1'59"52  | 24º   | Non qualificato | Non qualificato | Non qualificato | Non qualificato |                 |                 |
| Giacomo Perez d'Ortona | 100 m rana           | 1'00"59  | 17º   | Non qualificato | Non qualificato | Non qualificato | Non qualificato |                 |                 |
| Clément Lefert | 100 m farfalla       | 53"22    | 29º   | Non qualificato | Non qualificato | Non qualificato | Non qualificato |                 |                 |
| Yannick Agnel Alain Bernard* Fabien Gilot Clément Lefert Amaury Leveaux Jérémy Stravius                                           | 4×100 m stile libero | 3'13"38  | 4i Q  |                 |                 | 3'09"93         |                 |                 |                 |
| Yannick Agnel Clément Lefert Amaury Leveaux Grégory Mallet* Romain Sassot Jérémy Stravius                                         | 4×200 m stile libero | 7'09"18  | 2i Q  |                 |                 | 7'02"77         |                 |                 |                 |
| Yannick Agnel Lorys Bourelly Hugues Duboscq Fabien Gilot Camille Lacourt Clément Lefert Giacomo Perez d'Ortona Benjamin Stasiulis | 4×100 m misti        | 3'34"60  | 14i   |                 |                 | Non qualificati | Non qualificati |                 |                 |
| Julien Sauvage | Maratona 10 km       |          |       |                 |                 | 1:50'42"8       | 11º             |                 |                 |

Femminile
| Atleta                                                                                                 | Evento               | Batterie | Batterie   | Semifinali      | Semifinali      | Finale          | Finale          |
| Atleta                                                                                                 | Evento               | Tempo    | Classifica | Tempo           | Classifica      | Tempo           | Classifica      |
| --- | -------------------- | -------- | ---------- | --------------- | --------------- | --------------- | --------------- |
| Anna Santamans                                                                                         | 50 m stile libero    | 25"23    | 15ª Q      | 24"94           | =10ª            | Non qualificata | Non qualificata |
| Charlotte Bonnet                                                                                       | 100 m stile libero   | 55"12    | 20ª        | Non qualificata | Non qualificata | Non qualificata | Non qualificata |
| Ophélie-Cyrielle Étienne                                                                               | 200 m stile libero   | 1'59"15  | 18ª        | Non qualificata | Non qualificata | Non qualificata | Non qualificata |
| Camille Muffat                                                                                         | 200 m stile libero   | 1'58"49  | 12ª Q      | 1'56"18         | 3ª Q            | 1'55"58         |                 |
| Camille Muffat                                                                                         | 400 m stile libero   | 4'03"29  | 1ª Q       |                 |                 | 4'01"45 OR      |                 |
| Coralie Balmy                                                                                          | 400 m stile libero   | 4'03"56  | 3ª Q       |                 |                 | 4'05"95         | 6ª              |
| Coralie Balmy                                                                                          | 800 m stile libero   | 8'27"15  | 8ª Q       |                 |                 | 8'29"26         | 7ª              |
| Alexianne Castel                                                                                       | 100 m dorso          | 1'00"16  | 14ª Q      | 1'00"24         | 11ª             | Non qualificata | Non qualificata |
| Alexianne Castel                                                                                       | 200 m dorso          | 2'08"92  | 6ª Q       | 2'08"24         | 5ª Q            | 2'08"43         | 7ª              |
| Laure Manaudou                                                                                         | 100 m dorso          | 1'01"13  | 22ª        | Non qualificata | Non qualificata | Non qualificata | Non qualificata |
| Laure Manaudou                                                                                         | 200 m dorso          | 2'14"29  | 30ª        | Non qualificata | Non qualificata | Non qualificata | Non qualificata |
| Fanny Babou                                                                                            | 100 m rana           | 1'09"76  | 32ª        | Non qualificata | Non qualificata | Non qualificata | Non qualificata |
| Justine Bruno                                                                                          | 100 m farfalla       | 1'01"14  | 38ª        | Non qualificata | Non qualificata | Non qualificata | Non qualificata |
| Lara Grangeon                                                                                          | 400 m misti          | 4'44"28  | 18ª        |                 |                 | Non qualificata | Non qualificata |
| Coralie Balmy Charlotte Bonnet Ophélie-Cyrielle Étienne Margaux Farrell* Mylene Lazare* Camille Muffat | 4×200 m stile libero | 7'52"88  | 5e         |                 |                 | 7'47"49         |                 |
| Fanny Babou Justine Bruno Alexianne Castel Margaux Farrell Mylene Lazare Laure Manaudou                | 4×100 m misti        | 4'05"53  | 14e        |                 |                 | Non qualificate | Non qualificate |
| Ophelie Aspord                                                                                         | Maratona 10 km       |          |            |                 |                 | 1:57'43"1       | 6ª              |

### Nuoto sincronizzato
| Atleta                        | Evento | Programma tecnico (Preliminari) | Programma tecnico (Preliminari) | Programma libero (Preliminari) | Programma libero (Preliminari) | Programma libero (Preliminari) | Programma libero (Preliminari) | Programma libero (Finale) | Programma libero (Finale) |
| Atleta                        | Evento | Punti                           | Classifica                      | Punti                          | Classifica                     | Punti totali                   | Classifica                     | Punti                     | Classifica                |
| ----------------------------- | ------ | ------------------------------- | ------------------------------- | ------------------------------ | ------------------------------ | ------------------------------ | ------------------------------ | ------------------------- | ------------------------- |
| Sara Labrousse Chloe Willhelm | Duo    | 87.700                          | 10e                             | 88.340                         |                                | 176.040                        | 10e Q                          | 176.260                   | 10e                       |

### Tuffi
Maschile
| Atleta          | Evento        | Preliminari | Preliminari | Semifinale      | Semifinale      | Finale          | Finale          |
| Atleta          | Evento        | Punti       | Classifica  | Punti           | Classifica      | Punti           | Classifica      |
| --------------- | ------------- | ----------- | ----------- | --------------- | --------------- | --------------- | --------------- |
| Damien Cély     | Trampolino 3m | 413.30      | 22º         | Non qualificato | Non qualificato | Non qualificato | Non qualificato |
| Matthieu Rosset | Trampolino 3m | 445.15      | 13º Q       | 422.50          | 15º             | Non qualificato | Non qualificato |

Femminile
| Atleta           | Evento          | Preliminari | Preliminari | Semifinale      | Semifinale      | Finale          | Finale          |
| Atleta           | Evento          | Punti       | Classifica  | Punti           | Classifica      | Punti           | Classifica      |
| ---------------- | --------------- | ----------- | ----------- | --------------- | --------------- | --------------- | --------------- |
| Fanny Bouvet     | Trampolino 3m   | 257,10      | 26ª         | Non qualificata | Non qualificata | Non qualificata | Non qualificata |
| Marion Farissier | Trampolino 3m   | 248,70      | 27ª         | Non qualificata | Non qualificata | Non qualificata | Non qualificata |
| Audrey Labeau    | Piattaforma 10m | 261.05      | 24ª         | Non qualificata | Non qualificata | Non qualificata | Non qualificata |

## Pallacanestro

### Maschile

#### Prima fase
| Arbitri: | Cristiano Maranho Saša Pukl Michael Aylen |

|                 |           |               |
| Kevin Durant 22 | Marcatori | Ali Traoré 12 |

| Arbitri: | Juan Arteaga Marcos Benito Luigi Lamonica |

|                |           |                  |
| Tony Parker 17 | Marcatori | Manu Ginóbili 26 |

| Arbitri: | Christos Christodoulou Ilija Belošević Jorge Vázquez |

|                |           |                 |
| Tony Parker 27 | Marcatori | Linas Kleiza 26 |

| Arbitri: | Guerrino Cerebuch William Kennedy Vaughan Mayberry |

|                    |           |                |
| Mohamed Hdidane 20 | Marcatori | Tony Parker 22 |

| Arbitri: | Recep Ankaralı Michael Aylen Rabah Noujaim |

|                  |           |                       |
| Nicolas Batum 23 | Marcatori | Chamberlain Oguchi 35 |

| Pos. | Naz.        | PT | G | V | P | PF  | PS  | Diff. |
| ---- | ----------- | -- | - | - | - | --- | --- | ----- |
| 1    | Stati Uniti | 10 | 5 | 5 | 0 | 589 | 398 | +191  |
| 2    | Francia     | 9  | 5 | 4 | 1 | 376 | 378 | -2    |
| 3    | Argentina   | 8  | 5 | 3 | 2 | 448 | 424 | +24   |
| 4    | Lituania    | 7  | 5 | 2 | 3 | 395 | 399 | -4    |
| 5    | Niger       | 6  | 5 | 1 | 4 | 338 | 456 | -118  |
| 6    | Tunisia     | 5  | 5 | 0 | 5 | 320 | 411 | -91   |

#### Quarti di finale
| Arbitri: | Cristiano Maranho William Kennedy Christos Christodoulou |

|                            |           |               |
| Tony Parker, Boris Diaw 15 | Marcatori | Marc Gasol 14 |

### Femminile

#### Prima fase
| Arbitri: | Robert Lottermoser Rabah Noujaim Felicia Grinte |

|                   |           |                  |
| Érika de Souza 17 | Marcatori | Céline Dumerc 23 |

| Arbitri: | William Kennedy Christos Christodoulou Peng Ling |

|                 |           |                  |
| Émilie Gomis 22 | Marcatori | Suzy Batkovic 17 |

| Arbitri: | Luigi Lamonica Pablo Estévez Shoko Suguro |

|                   |           |                 |
| Shona Thorburn 17 | Marcatori | Émilie Gomis 16 |

| Arbitri: | Ilija Belošević Oļegs Latiševs Snehal Bendke |

|                                       |           |               |
| Sandrine Gruda, Edwige Lawson-Wade 16 | Marcatori | Jo Leedham 29 |

| Arbitri: | Pablo Estévez Saša Pukl Shoko Sugruro |

|                  |           |                       |
| Céline Dumerc 12 | Marcatori | Evgeniya Belyakova 14 |

| Pos. | Naz.          | PT | G | V | P | PF  | PS  | Diff. |
| ---- | ------------- | -- | - | - | - | --- | --- | ----- |
| 1    | Francia       | 10 | 5 | 5 | 0 | 356 | 319 | +37   |
| 2    | Australia     | 9  | 5 | 4 | 1 | 353 | 322 | +31   |
| 3    | Russia        | 8  | 5 | 3 | 2 | 314 | 308 | +6    |
| 4    | Canada        | 7  | 5 | 2 | 3 | 328 | 332 | -4    |
| 5    | Brasile       | 6  | 5 | 1 | 4 | 329 | 354 | -25   |
| 6    | Gran Bretagna | 5  | 5 | 0 | 5 | 327 | 372 | -45   |

#### Quarti di finale
| Arbitri: | Marcos Benito Felicia Grinte Rabah Noujaim |

|                  |           |                  |
| Céline Dumerc 23 | Marcatori | Eva Vítečková 17 |

#### Semifinale
| Arbitri: | Guerrino Cerebuch Jorge Vázquez Stephen Seibel |

|                                    |           |                       |
| Elena Daniločkina, Becky Hammon 13 | Marcatori | Edwige Lawson-Wade 18 |

#### Finale
| Arbitri: | Fernando Sampietro Elena Chernova Peng Ling |

|                   |           |                                       |
| Candace Parker 21 | Marcatori | Sandrine Gruda, Edwige Lawson-Wade 12 |

## Pallamano

### Maschile

#### Prima fase
| Arbitro: | Abdulla, Bamutref |

|                   |           |                 |
| Guillaume Joli 11 | Marcatori | Robin Garnham 6 |

| Arbitro: | Olesen, Peders |

|                                               |           |                    |
| Federico Gastón Fernández, Guido Riccobelli 4 | Marcatori | Nikola Karabatić 7 |

| Arbitro: | Nikolić, Stojković |

|                   |           |                 |
| Daniel Narcisse 7 | Marcatori | Amine Bannour 5 |

| Arbitro: | Krstić, Ljubić |

|                       |           |                    |
| Alexander Petersson 6 | Marcatori | Jérôme Fernandez 9 |

| Arbitro: | Gubica, Milošević |

|                   |           |                                |
| Daniel Narcisse 6 | Marcatori | Niclas Ekberg, Kim Andersson 5 |

| Pos. | Naz.          | PT | G | V | P | PF  | PS  | Diff. |
| ---- | ------------- | -- | - | - | - | --- | --- | ----- |
| 1    | Islanda       | 10 | 5 | 5 | 0 | 167 | 132 | +35   |
| 2    | Francia       | 8  | 5 | 4 | 1 | 159 | 110 | +49   |
| 3    | Svezia        | 6  | 5 | 3 | 2 | 156 | 115 | +41   |
| 4    | Tunisia       | 4  | 5 | 2 | 3 | 121 | 125 | -4    |
| 5    | Argentina     | 2  | 5 | 1 | 4 | 113 | 138 | -25   |
| 6    | Gran Bretagna | 0  | 5 | 0 | 5 | 96  | 182 | -86   |

#### Quarti di finale
| Arbitro: | Nikolić, Stojković |

|                |           |                     |
| Víctor Tomás 6 | Marcatori | William Accambray 7 |

#### Semifinale
| Arbitro: | Abrahamsen, Kristiansen |

|                                               |           |                 |
| Daniel Narcisse, Samuel Honrubia, Luc Abalo 4 | Marcatori | Zlatko Horvat 6 |

#### Finale
| Arbitro: | Krstić, Ljubić |

|                 |           |                  |
| Niclas Ekberg 6 | Marcatori | Michaël Guigou 4 |

### Femminile

#### Prima fase
| Arbitro: | Krstić, Ljubić |

|              |           |                                   |
| Ida Alstad 7 | Marcatori | Paule Baudouin, Mariama Signate 5 |

| Arbitro: | Horáček, Novotný |

|                  |           |                |
| Siraba Dembele 6 | Marcatori | Marta Mangué 6 |

| Arbitro: | Gubica, Milošević |

|                                                   |           |                |
| Allison Pineau, Claudine Mendy, Paule Baudouin, 4 | Marcatori | Johanna Ahlm 6 |

| Arbitro: | Nikolić, Stojković |

|              |           |                       |
| Sim Hae-In 6 | Marcatori | Alexandra Lacrabère 4 |

| Arbitro: | Duţă, Florescu |

|                       |           |                     |
| Ann Grete Nørgaard 10 | Marcatori | Nina Kamto Njitam 6 |

| Pos. | Naz.          | PT | G | V | N | P | PF  | PS  | Diff. |
| ---- | ------------- | -- | - | - | - | - | --- | --- | ----- |
| 1    | Francia       | 9  | 5 | 4 | 1 | 0 | 125 | 103 | +22   |
| 2    | Corea del Sud | 7  | 5 | 3 | 1 | 1 | 136 | 130 | +6    |
| 3    | Spagna        | 7  | 5 | 3 | 1 | 1 | 119 | 114 | +5    |
| 4    | Norvegia      | 5  | 5 | 2 | 1 | 2 | 118 | 120 | -2    |
| 5    | Danimarca     | 2  | 5 | 1 | 0 | 4 | 113 | 121 | -8    |
| 6    | Svezia        | 0  | 5 | 0 | 0 | 5 | 108 | 131 | -23   |

#### Quarti di finale
| Arbitro: | Olesen, Pedersen |

|                   |           |                                      |
| Mariama Signate 5 | Marcatori | Bojana Popović, Katarina Bulatović 6 |

## Pentathlon moderno
Maschile
| Atleta            | Evento        | Scherma   | Scherma   | Scherma  | Nuoto   | Nuoto     | Nuoto    | Equitazione | Equitazione | Equitazione | Combinato: corsa/pistola | Combinato: corsa/pistola | Combinato: corsa/pistola | Totale | Posizione finale |
| Atleta            | Evento        | Risultati | Posizione | PM punti | Tempo   | Posizione | PM punti | Penalità    | Posizione   | Punti PM    | Tempo                    | Posizione                | Punti PM                 | Totale | Posizione finale |
| ----------------- | ------------- | --------- | --------- | -------- | ------- | --------- | -------- | ----------- | ----------- | ----------- | ------------------------ | ------------------------ | ------------------------ | ------ | ---------------- |
| Christopher Patte | Gara maschile | 16–19     | =20º      | 784      | 2:05.99 | 20º       | 1292     | 84          | 21º         | 1116        | 10:43.96                 | 11º                      | 2428                     | 5620   | 17º              |

Femminile
| Atleta         | Evento         | Scherma   | Scherma   | Scherma  | Nuoto   | Nuoto     | Nuoto    | Equitazione | Equitazione | Equitazione | Combinato: corsa/pistola | Combinato: corsa/pistola | Combinato: corsa/pistola | Totale | Posizione finale |
| Atleta         | Evento         | Risultati | Posizione | PM punti | Tempo   | Posizione | PM punti | Penalità    | Posizione   | Punti PM    | Tempo                    | Posizione                | Punti PM                 | Totale | Posizione finale |
| -------------- | -------------- | --------- | --------- | -------- | ------- | --------- | -------- | ----------- | ----------- | ----------- | ------------------------ | ------------------------ | ------------------------ | ------ | ---------------- |
| Amélie Caze    | Gara femminile | 19–16     | =11ª      | 856      | 2:11.33 | 4ª        | 1224     | 20          | 2ª          | 1180        | 12:08.71                 | 32ª                      | 1848                     | 5108   | 18ª              |
| Élodie Clouvel | Gara femminile | 15–20     | =25ª      | 760      | 2:09.87 | 3ª        | 1244     | 140         | 27ª         | 1060        | 12:44.50                 | 34ª                      | 1704                     | 4768   | 31ª              |

## Pugilato
Maschile
| Atleta           | Evento                      | 16-esimi                 | Ottavi                     | Quarti                    | Semifinali           | Finale               |                 |
| Atleta           | Evento                      | Avversario Risultato     | Avversario Risultato       | Avversario Risultato      | Avversario Risultato | Avversario Risultato |                 |
| ---------------- | --------------------------- | ------------------------ | -------------------------- | ------------------------- | -------------------- | -------------------- | --------------- |
| Jérémy Beccu]    | Pesi mosca leggeri (-49 kg) | Birzhan Zhakypov P 17–18 | Non qualificato            | Non qualificato           | Non qualificato      | Non qualificato      | Non qualificato |
| Nordine Oubaali] | Pesi mosca (-52 kg)         | Ajmal Faisal V 22–9      | Raushee Warren V 19–18     | Conlan P 22–18            | Non qualificato      | Non qualificato      | Non qualificato |
| Rachid Azzedine  | Pesi leggeri (-60 kg)       | Jose Ramirez P 20–21     | Non qualificato            | Non qualificato           | Non qualificato      | Non qualificato      | Non qualificato |
| Jonathan Alonso  | Pesi welter (-69 kg)        | Patrick Wojcicki V 16–12 | Byambyn Tüvshinbat V 13–12 | Taras Shelestyuk P 18–18+ | Non qualificato      | Non qualificato      | Non qualificato |
| Tony Yoka        | Pesi supermassimi (+91 kg)  | Simon Kean P 16–16+      | Non qualificato            | Non qualificato           | Non qualificato      | Non qualificato      | Non qualificato |

## Scherma
Maschile
| Atleta                                                        | Evento               | Preliminari          | 16-esimi                     | Ottavi                    | Quarti di finale           | Semifinale            | Finale                       | Finale          |
| Atleta                                                        | Evento               | Avversario Punteggio | Avversario Punteggio         | Avversario Punteggio      | Avversario Punteggio       | Avversario Punteggio  | Avversario Punteggio         | Classifica      |
| ------------------------------------------------------------- | -------------------- | -------------------- | ---------------------------- | ------------------------- | -------------------------- | --------------------- | ---------------------------- | --------------- |
| Yannick Borel                                                 | Spada Individuale    |                      | Dmytro Karyuchenko V (15-10) | Fabian Kauter V (15-11)   | Bartosz Piasecki P (14-15) | Non qualificato       | Non qualificato              | Non qualificato |
| Gauthier Grumier                                              | Spada Individuale    |                      | Bartosz Piasecki P (13-14)   | Non qualificato           | Non qualificato            | Non qualificato       | Non qualificato              | Non qualificato |
| Erwann Le Pechoux                                             | Fioretto individuale |                      | Enzo Lefort V (15-9)         | Choi Byung-Chul P (13-14) | Non qualificato            | Non qualificato       | Non qualificato              | Non qualificato |
| Enzo Lefort                                                   | Fioretto individuale |                      | Erwann Le Pechoux P (9-15)   | Non qualificato           | Non qualificato            | Non qualificato       | Non qualificato              | Non qualificato |
| Victor Sintes                                                 | Fioretto individuale |                      | Kenta Chida V (15-11)        | Lei Sheng P (6-15)        | Non qualificato            | Non qualificato       | Non qualificato              | Non qualificato |
| Aljaksandr Bujkevič                                           | Sciabola individuale |                      | Valeryj Pryemka P (11-15)    | Non qualificato           | Non qualificato            | Non qualificato       | Non qualificato              | Non qualificato |
| Erwann Le Pechoux Enzo Lefort Marcel Marcilloux Victor Sintes | Fioretto a squadre   |                      |                              |                           | Stati Uniti P 39-45        | Gran Bretagna P 29-45 | Finale 7º posto Cina P 33-45 | 8i              |

Femminile
| Atleta                                                     | Evento               | Preliminari          | 16-esimi                  | Ottavi                   | Quarti di finale     | Semifinale           | Finale                  | Finale          |
| Atleta                                                     | Evento               | Avversario Punteggio | Avversario Punteggio      | Avversario Punteggio     | Avversario Punteggio | Avversario Punteggio | Avversario Punteggio    | Classifica      |
| ---------------------------------------------------------- | -------------------- | -------------------- | ------------------------- | ------------------------ | -------------------- | -------------------- | ----------------------- | --------------- |
| Laura Flessel-Colovic                                      | Spada Individuale    |                      | Courtney Hurley V (15-12) | Simona Gherman P (13-15) | Non qualificata      | Non qualificata      | Non qualificata         | Non qualificata |
| Astrid Guyart                                              | Fioretto Individuale |                      | Eman Gabert V (15-2)      | Inès Boubakri P (5-15)   | Non qualificata      | Non qualificata      | Non qualificata         | Non qualificata |
| Corinne Maîtrejean                                         | Fioretto Individuale |                      | Natalia Sheppard V (15-5) | Chieko Sugawara P (9-15) | Non qualificata      | Non qualificata      | Non qualificata         | Non qualificata |
| Ysaora Thibus                                              | Fioretto Individuale |                      | Inna Deriglazova V (15-8) | Kanae Ikehata P (11-15)  | Non qualificata      | Non qualificata      | Non qualificata         | Non qualificata |
| Léonore Perrus                                             | Sciabola individuale |                      | Seira Nakayama P (12-15)  | Non qualificata          | Non qualificata      | Non qualificata      | Non qualificata         | Non qualificata |
| Anita Blaze Astrid Guyart Corinne Maîtrejean Ysaora Thibus | Fioretto a squadre   |                      |                           |                          | Polonia V (42-14)    | Italia P (31-45)     | Corea del Sud P (32-45) | 4e              |

## Sollevamento pesi
Maschile
| Atleta                 | Evento | Strappo   | Strappo              | Slancio   | Slancio    | Totale | Classifica           |
| Atleta                 | Evento | Risultato | Classifica           | Risultato | Classifica | Totale | Classifica           |
| ---------------------- | ------ | --------- | -------------------- | --------- | ---------- | ------ | -------------------- |
| Vencelas Dabaya        | -69 kg | 135 kg    | Non finisce la prova | -         | -          | -      | Non finisce la prova |
| Bernardin Kingue Matam | -69 kg | 143 kg    | Non finisce la prova | -         | -          | -      | Non finisce la prova |
| Benjamin Hennequin     | -85 kg | 163 kg    | Non finisce la prova | -         | -          | -      | Non finisce la prova |

Femminile
| Atleta         | Evento | Strappo   | Strappo    | Slancio   | Slancio    | Totale | Classifica |
| Atleta         | Evento | Risultato | Classifica | Risultato | Classifica | Totale | Classifica |
| -------------- | ------ | --------- | ---------- | --------- | ---------- | ------ | ---------- |
| Melanie Bardis | -48 kg | 73 kg     | 9ª         | 93 kg     | 9ª         | 166    | 10ª        |

## Taekwondo
Femminile
| Atleta               | Evento | Ottavi                       | Quarti               | Semifinale              | Ripescaggio Turno 1  | Ripescaggio Turno 2  | Finale               | Classifica |
| Atleta               | Evento | Avversario Risultato         | Avversario Risultato | Avversario Risultato    | Avversario Risultato | Avversario Risultato | Avversario Risultato | Classifica |
| -------------------- | ------ | ---------------------------- | -------------------- | ----------------------- | -------------------- | -------------------- | -------------------- | ---------- |
| Marlène Harnois      | −57 kg | Yeny Contreras Loyola V 14-3 | Hedaya Wahba V 8-6   | Hou Yuzhuo P 3-8        |                      | Mayu Hamada V 12-8   | Non qualificata      |            |
| Anne Caroline Graffe | +67 kg | Natalya Mamatova V 17-9      | Lee In-Jong V 7-4    | Glenhis Hernandez V 6-4 |                      |                      | Milica Mandić P 7-9  |            |

## Tennis
Maschile
| Atleta                            | Evento  | 64-esimi         | 64-esimi                 | 32-esimi                         | 32-esimi                | 16-esimi                      | 16-esimi                 | Quarti di finale                | Quarti di finale    | Semifinali                   | Semifinali            | Finale                       | Finale              | Class.          |                 |
| Atleta                            | Evento  | Avver.           | Punt.                    | Avver.                           | Punt.                   | Avver.                        | Punt.                    | Avver.                          | Punt.               | Avver.                       | Punt.                 | Avver.                       | Punt.               | Class.          |                 |
| --------------------------------- | ------- | ---------------- | ------------------------ | -------------------------------- | ----------------------- | ----------------------------- | ------------------------ | ------------------------------- | ------------------- | ---------------------------- | --------------------- | ---------------------------- | ------------------- | --------------- | --------------- |
| Julien Benneteau                  | Singolo | Michail Južnyj   | V 2-0 (5-5, 6-3 >)       | Roger Federer                    | P 0-2 (2-6, 2-6)        | Non qualificato               | Non qualificato          | Non qualificato                 | Non qualificato     | Non qualificato              | Non qualificato       | Non qualificato              | Non qualificato     | Non qualificato |                 |
| Richard Gasquet                   | Singolo | Robin Haase      | V 2-0 (6-3, 6-3)         | Marcos Baghdatis                 | P 0-2 (4-6, 4-6)        | Non qualificato               | Non qualificato          | Non qualificato                 | Non qualificato     | Non qualificato              | Non qualificato       | Non qualificato              | Non qualificato     | Non qualificato |                 |
| Gilles Simon                      | Singolo | Michail Kukuškin | V 2-0 (6-4, 6-2)         | Grigor Dimitrov                  | V 2-0 (6-3, 6-3)        | Juan Martín del Potro         | P 0-2 (1-6, 6-4, 3-6)    | Non qualificato                 | Non qualificato     | Non qualificato              | Non qualificato       | Non qualificato              | Non qualificato     | Non qualificato | Non qualificato |
| Jo-Wilfried Tsonga                | Singolo | Thomaz Bellucci  | V 2-1 (6(5)-7, 6-4, 6-4) | Milos Raonic                     | V 2-1 (6-3, 3-6, 25-23) | Feliciano López               | V 2-0 (7-6(5), 6-4)      | Novak Đoković                   | 'P 0-2 (4-6, 5-7)   | Non qualificato              | Non qualificato       | Non qualificato              | Non qualificato     | Non qualificato |                 |
| Julien Benneteau Richard Gasquet  | Doppio  |                  |                          | Colin Fleming Ross Hutchins      | V 2-0 (7-5, 6-3)        | Mahesh Bhupathi Rohan Bopanna | V 2-0 (6-3, 6-4)         | Janko Tipsarević Nenad Zimonjić | V 2-0 (6-4, 7-6(3)) | Bob Bryan Mike Bryan         | P 0-2 (4-6, 4-6)      | David Ferrer Feliciano López | V 2-0 (7-6(4), 6-2) |                 |                 |
| Michaël Llodra Jo-Wilfried Tsonga | Doppio  |                  |                          | David Nalbandian Eduardo Schwank | V 2-0 (6-3, -7-5)       | Leander Paes Vishnu Vardhan   | V 2-1 (7-6(3), 4-6, 6-3) | Marcelo Melo Bruno Soares       | V 2-0 (6-4, 6-2)    | David Ferrer Feliciano López | V 2-1 (4-6, 4, 16-19) | Bob Bryan Mike Bryan         | P 0-2 (4-6, 6(2)-7) |                 |                 |

Femminile
| Atleta                           | Evento  | 64-esimi      | 64-esimi            | 32-esimi             | 32-esimi                | 16-esimi        | 16-esimi        | Quarti di finale | Quarti di finale | Semifinali      | Semifinali      | Finale          | Finale          | Classifica      |
| Atleta                           | Evento  | Avver.        | Punt.               | Avver.               | Punt.                   | Avver.          | Punt.           | Avver.           | Punt.            | Avver.          | Punt.           | Avver.          | Punt.           | Classifica      |
| -------------------------------- | ------- | ------------- | ------------------- | -------------------- | ----------------------- | --------------- | --------------- | ---------------- | ---------------- | --------------- | --------------- | --------------- | --------------- | --------------- |
| Alizé Cornet                     | Singolo | Tamira Paszek | V 2-0 (7-6(4), 6-4) | Daniela Hantuchov    | P 0-2 (3-6, 0-6)        | Non qualificata | Non qualificata | Non qualificata  | Non qualificata  | Non qualificata | Non qualificata | Non qualificata | Non qualificata | Non qualificata |
| Alizé Cornet Kristina Mladenovic | Doppio  |               |                     | Peng Shuai Zheng Jie | P 1-2 (1-6, 7-6(7) 3-6) | Non qualificate | Non qualificate | Non qualificate  | Non qualificate  | Non qualificate | Non qualificate | Non qualificate | Non qualificate | Non qualificate |

## Tennistavolo
Maschile
| Atleta          | Evento  | Preliminari          | Round 1              | Round 2              | Round 3                  | Round 4              | Quarti di finale     | Semifinale           | Finale               |                 |
| Atleta          | Evento  | Avversario Risultato | Avversario Risultato | Avversario Risultato | Avversario Risultato     | Avversario Risultato | Avversario Risultato | Avversario Risultato | Avversario Risultato |                 |
| --------------- | ------- | -------------------- | -------------------- | -------------------- | ------------------------ | -------------------- | -------------------- | -------------------- | -------------------- | --------------- |
| Adrien Mattenet | Singolo |                      |                      |                      | Chen Weixing (AUT) P O-4 | Non qualificato      | Non qualificato      | Non qualificato      | Non qualificato      | Non qualificato |

Femminile
| Atleta       | Evento  | Preliminari          | Round 1                   | Round 2                   | Round 3                 | Round 4              | Quarti di finale     | Semifinale           | Finale               |                 |
| Atleta       | Evento  | Avversario Risultato | Avversario Risultato      | Avversario Risultato      | Avversario Risultato    | Avversario Risultato | Avversario Risultato | Avversario Risultato | Avversario Risultato |                 |
| ------------ | ------- | -------------------- | ------------------------- | ------------------------- | ----------------------- | -------------------- | -------------------- | -------------------- | -------------------- | --------------- |
| Xian Yi Fang | Singolo |                      | Sarah Hanffou (CMR) V 4-1 | Ri Myong-Sun (PRK) V 4-2  | Wang Yuegu (SIN) P 0-4  | Non qualificata      | Non qualificata      | Non qualificata      | Non qualificata      | Non qualificata |
| Yanfei Shen  | Singolo |                      |                           | Lay Jian Fang (AUS) V 4-3 | Shen Yanfei (ESP) P 0-4 | Non qualificata      | Non qualificata      | Non qualificata      | Non qualificata      | Non qualificata |

## Tiro a segno/volo
Maschile
| Atleta                 | Evento                      | Qualificazione | Qualificazione | Finale          | Finale          |
| Atleta                 | Evento                      | Punteggio      | Classifica     | Punteggio       | Classifica      |
| ---------------------- | --------------------------- | -------------- | -------------- | --------------- | --------------- |
| Jérémy Monnier         | Carabina 10m aria compressa | 592            | 26º            | Non qualificato | Non qualificato |
| Pierre Edmond Piasecki | Carabina 10m aria compressa | 596            | 8º Q           | 699,1           | 6º              |
| Cyril Graff            | Carabina 50m a terra        | 586            | 46º            | Non qualificato | Non qualificato |
| Cyril Graff            | Carabina 50m 3 posizioni    | 1 171          | 3º Q           | 1 271,0         | 4º              |
| Valérian Sauveplane    | Carabina 50m a terra        | 592            | 22º            | Non qualificato | Non qualificato |
| Valérian Sauveplane    | Carabina 50m 3 posizioni    | 1 167          | 13º            | Non qualificato | Non qualificato |
| Franck Dumoulin        | Pistola 10m aria compressa  | 577            | 18º            | Non qualificato | Non qualificato |
| Franck Dumoulin        | Pistola 50m                 | 551            | 33º            | Non qualificato | Non qualificato |
| Walter Lapeyre         | Pistola 10m aria compressa  | 575            | 22º            | Non qualificato | Non qualificato |
| Walter Lapeyre         | Pistola 50m                 | 554            | 21º            | Non qualificato | Non qualificato |
| Anthony Terras         | Skeet                       | 117            | 17º            | Non qualificato | Non qualificato |
| Stéphane Clamens       | Trap                        | 119            | 19º            | Non qualificato | Non qualificato |

Femminile
| Atleta             | Evento                      | Qualificazione | Qualificazione | Finale          | Finale          |
| Atleta             | Evento                      | Punteggio      | Classifica     | Punteggio       | Classifica      |
| ------------------ | --------------------------- | -------------- | -------------- | --------------- | --------------- |
| Laurence Brize     | Carabina 10m aria compressa | 394            | 26ª            | Non qualificata | Non qualificata |
| Laurence Brize     | Carabina 50m 3 posizioni    | 581            | 18ª            | Non qualificata | Non qualificata |
| Emilie Evesque     | Carabina 10m aria compressa | 392            | 12ª            | Non qualificata | Non qualificata |
| Emilie Evesque     | Carabina 50m 3 posizioni    | 578            | 33ª            | Non qualificata | Non qualificata |
| Céline Goberville  | Pistola 10m aria compressa  | 387            | 3ª Q           | 486,6           |                 |
| Céline Goberville  | Pistola 25m                 | 579            | 21ª            | Non qualificata | Non qualificata |
| Stephanie Tirode   | Pistola 10m aria compressa  | 375            | 38ª Q          | Non qualificata | Non qualificata |
| Stephanie Tirode   | Pistola 25m                 | 582            | 14ª            | Non qualificata | Non qualificata |
| Veronique Girardet | Skeet                       | 66             | 10ª            | Non qualificata | Non qualificata |
| Delphine Réau      | Trap                        | 72             | 4ª Q           | 93 S/O 2        |                 |

## Tiro con l'arco
Maschile
| Atleta                                         | Evento      | Round di qualificazione | Round di qualificazione | 64-esimi                     | 32-esimi                    | 16-esimi                | Quarti di finale     | Semifinale           | Finale               | Finale          |
| Atleta                                         | Evento      | Punteggio               | Seed                    | Avversario Punteggio         | Avversario Punteggio        | Avversario Punteggio    | Avversario Punteggio | Avversario Punteggio | Avversario Punteggio | Classifica      |
| ---------------------------------------------- | ----------- | ----------------------- | ----------------------- | ---------------------------- | --------------------------- | ----------------------- | -------------------- | -------------------- | -------------------- | --------------- |
| Thomas Faucheron                               | Individuale | 665                     | 27º                     | Witthaya Thamwong (38) V 6-0 | Gaël Prevost (6) P 3-7      | Non qualificato         | Non qualificato      | Non qualificato      | Non qualificato      | Non qualificato |
| Romain Girouille                               | Individuale | 677                     | 9º                      | Nay Myo Aung (56) P 5-6      | Non qualificato             | Non qualificato         | Non qualificato      | Non qualificato      | Non qualificato      | Non qualificato |
| Gaël Prevost                                   | Individuale | 679                     | 6º                      | Philippe Kouassi (59) V 6-3  | Thomas Faucheron (27) V 7-3 | Viktor Ruban (42) P 4-6 | Non qualificato      | Non qualificato      | Non qualificato      | Non qualificato |
| Thomas Faucheron Romain Girouille Gaël Prevost | Squadre     | 2021                    | 2i                      |                              |                             | Messico L 212-220       | Non qualificati      | Non qualificati      | Non qualificati      | Non qualificati |

Femminile
| Atleta          | Evento      | Round di qualificazione | Round di qualificazione | 64-esimi                  | 32-esimi             | 16-esimi             | Quarti di finale     | Semifinale           | Finale               | Finale          |
| Atleta          | Evento      | Punteggio               | Seed                    | Avversario Punteggio      | Avversario Punteggio | Avversario Punteggio | Avversario Punteggio | Avversario Punteggio | Avversario Punteggio | Classifica      |
| --------------- | ----------- | ----------------------- | ----------------------- | ------------------------- | -------------------- | -------------------- | -------------------- | -------------------- | -------------------- | --------------- |
| Bérengère Schuh | Individuale | 640                     | 37ª                     | Kaori Kawanaka (28) V 6-2 | Lin Chia-En V 6-5    | Choi Hyeonju V 6–5   | Khatuna Lorig P 2–6  | Non qualificata      | Non qualificata      | Non qualificata |

## Triathlon
Maschile
| Atleta        | Evento      | Nuoto  | Ciclismo | Corsa  | Totale    | Classifica |
| ------------- | ----------- | ------ | -------- | ------ | --------- | ---------- |
| David Hauss   | Individuale | 17'24" | 58'50"   | 28'53" | 1h 47'14" | 4º         |
| Vincent Luis  | Individuale | 17'20" | 58'53"   | 31'00" | 1h 48'18" | 11º        |
| Laurent Vidal | Individuale | 17'07" | 58'42"   | 30'01" | 1h 47'21" | 5º         |

Femminile
| Atleta           | Evento      | Nuoto  | Ciclismo  | Corsa  | Totale    | Classifica |
| ---------------- | ----------- | ------ | --------- | ------ | --------- | ---------- |
| Emmie Charayron  | Individuale | 19'48" | 1h 06'58" | 34'27" | 2h 02'26" | 18ª        |
| Jessica Harrison | Individuale | 18'39" | 1h 06'16" | 35'13" | 2h 01'22" | 9ª         |
| Zuriñe Rodríguez | Individuale | 19'30" | 1h 07'11" | 35'59" | 2h 03'58" | 29ª        |

## Vela
Maschile
| Atleta                             | Evento | Regata | Regata | Regata | Regata | Regata | Regata | Regata | Regata | Regata | Regata | Regata | Punteggio | Classifica |
| Atleta                             | Evento | 1      | 2      | 3      | 4      | 5      | 6      | 7      | 8      | 9      | 10     | 11     | Punteggio | Classifica |
| ---------------------------------- | ------ | ------ | ------ | ------ | ------ | ------ | ------ | ------ | ------ | ------ | ------ | ------ | --------- | ---------- |
| Julien Bontemps                    | RS:X   | 23º    | 14º    | 2º     | 5º     | 5º     | 4º     | 17º    | 5º     | 8º     | 6º     | 4º     | 70        | 5º         |
| Jean-Baptiste Bernaz               | Laser  | 3º     | 21º    | 6º     | 9º     | 19º    | 11º    | 2º     | 18º    | 20º    | 34º    | 10º    | 119       | 10º        |
| Jonathan Lobert                    | Finn   | 9º     | 4º     | 4º     | 2º     | 6º     | 7º     | 5º     | 10º    | 3º     | 7º     | 2º     | 49        |            |
| Vincent Garos Pierre Leboucher     | 470    | 9i     | 10i    | 11i    | 6i     | 10i    | 2i     | 19i    | 11i    | 4i     | 11i    | 16i    | 90        | 7i         |
| Pierre-Alexis Ponsot Xavier Rohart | Star   | 1i     | 13i    | 10i    | 11i    | 12i    | 14i    | 12i    | 6i     | 6i     | 8i     | 8i     | 86        | 9i         |

Femminile
| Atlete                           | Evento       | Regata | Regata | Regata | Regata | Regata | Regata | Regata | Regata | Regata | Regata | Regata | Punteggio | Classifica |
| Atlete                           | Evento       | 1      | 2      | 3      | 4      | 5      | 6      | 7      | 8      | 9      | 10     | 11     | Punteggio | Classifica |
| -------------------------------- | ------------ | ------ | ------ | ------ | ------ | ------ | ------ | ------ | ------ | ------ | ------ | ------ | --------- | ---------- |
| Charline Picon                   | RS:X         | 9ª     | 11ª    | 5ª     | 7ª     | 10ª    | 6ª     | 12ª    | 10ª    | 11ª    | 6ª     | 14ª    | 89        | 8ª         |
| Sarah Steyaert                   | Laser Radial | 21ª    | 14ª    | 19ª    | 12ª    | 11ª    | 26ª    | 10ª    | 19ª    | 22ª    | 15ª    | EL     | 143       | 16ª        |
| Mathilde Géron Camille Lecointre | 470          | 10e    | 17e    | 1e     | 8e     | 12e    | 3e     | 7e     | 6e     | 3e     | 5e     | 10e    | 65        | 4e         |

Match racing
| Atlete                                  | Evento     | Round Robin | Round Robin | Round Robin | Round Robin | Round Robin | Round Robin | Round Robin | Round Robin | Round Robin | Round Robin | Round Robin | Classifica | Eliminazione diretta | Eliminazione diretta | Eliminazione diretta | Classifica |
| Atlete                                  | Evento     | Avv.        | Avv.        | Avv.        | Avv.        | Avv.        | Avv.        | Avv.        | Avv.        | Avv.        | Avv.        | Avv.        | Classifica | Quarti               | Semifinale           | Finale               | Classifica |
| Atlete                                  | Evento     | Avv.        | Avv.        | Avv.        | Avv.        | Avv.        | Avv.        | Avv.        | Avv.        | Avv.        | Avv.        | Avv.        | Classifica | Avv.                 | Avv                  | Avv                  | Classifica |
| --------------------------------------- | ---------- | ----------- | ----------- | ----------- | ----------- | ----------- | ----------- | ----------- | ----------- | ----------- | ----------- | ----------- | ---------- | -------------------- | -------------------- | -------------------- | ---------- |
| Elodie Bertrand Claire Leroy Marie Riou | Elliott 6m | V           | P           | V           | V           | P           | P           | P           | V           | V           | V           | P           | 6° Q       | P 3-0                | Non qualificate      | Non qualificate      | 6°         |

Misti
| Atleti                        | Evento | Regate | Regate | Regate | Regate | Regate | Regate | Regate | Regate | Regate | Regate | Regate | Regate | Regate | Regate | Regate | Regate | Punteggio | Classifica |
| Atleti                        | Evento | 1      | 2      | 3      | 4      | 5      | 6      | 7      | 8      | 9      | 10     | 11     | 12     | 13     | 14     | 15     | 16     | Punteggio | Classifica |
| ----------------------------- | ------ | ------ | ------ | ------ | ------ | ------ | ------ | ------ | ------ | ------ | ------ | ------ | ------ | ------ | ------ | ------ | ------ | --------- | ---------- |
| Stephane Christidis Manu Dyen | 49er   | 1i     | 9i     | 9i     | 12i    | 1i     | 10i    | 12i    | 13i    | 10i    | 21i    | 2i     | 5i     | 10i    | 7i     | 14i    | 12i    | 127       | 6i         |